# Dżudajdat Jabus
Dżudajdat Jabus (arab. جديدة يابوس) – miejscowość w Syrii, w muhafazie Damaszek. W 2004 roku liczyła 994 mieszkańców.